# El benefactor
El benefactor (originalmente titulada como Franny) es una película estadounidense de 2015 escrita y dirigida por Andrew Renzi y protagonizada por Richard Gere, Dakota Fanning y Theo James. Se estrenó en el Festival de Cine de Tribeca el 17 de abril de 2015 y en Estados Unidos el 15 de enero de 2016, en una versión limitada por la distribuidora Samuel Goldwyn Films.

## Reparto
- Richard Gere es Francis "Franny" Watts.
- Dakota Fanning es Olivia.
- Theo James es Luke.
- Clarke Petert es Dr. Romano
- Brian Anthony Wilson es Jesse.
- Dennisha Pratt es Sharon.
- Lyssa Robberts es Molly.
- Roy James Wilson es Charlie.
- Tibor Feldman es Dr. Sam
- Matthew y Michael Daisher es Toby.